# Метод Чхонсанри
Метод Чхонсанри (кор. 청산리방법?, 靑山里方法?, Чхонсанни панбоп) — разработанный и внедрённый в КНДР метод политического руководства сельским хозяйством, основные принципы которого позднее распространились на всю партийную работу в целом.
Согласно методу, руководители должны спускаться в низы, вести идеологическую работу и воодушевлять трудовые коллективы на выполнение и перевыполнение производственных заданий.

## Суть метода
Метод Чхонсанри предписывает, что вышестоящие органы и должностные лица должны находиться в тесном взаимодействии с нижестоящими, оказывать им помощь. Для этого от руководителя требуется лично присутствовать на месте работы подопечного и тщательно разобраться в ситуации, чтобы принять наиболее взвешенное решение. При этом основное внимание необходимо уделять политической работе — вести её таким образом, чтобы она способствовала проявлению энтузиазма масс.

## История
Состоявший в декабре 1959 года Пленум ЦК ТПК 3-го созыва выдвинул задачу по повышению эффективности работы партийных и государственных органов, хозяйственных учреждений в соответствии с изменившейся обстановкой.

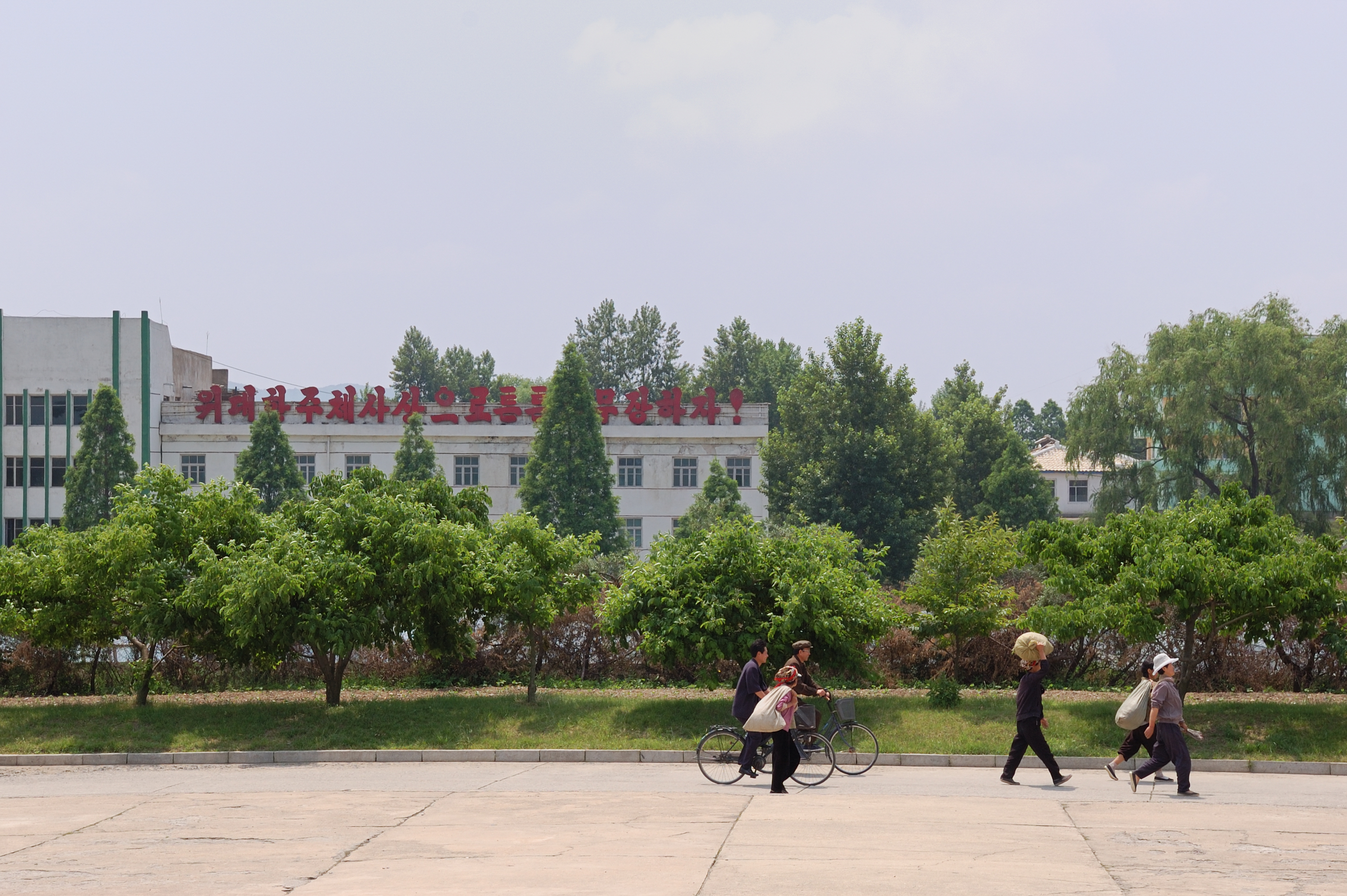
Сельхозкооператив «Чхонсанри», 2008

Для того, чтобы глубже изучить положение дел на селе и рассмотреть возможные пути повышения производительности сельского хозяйства, 5 февраля 1960 года руководитель КНДР Ким Ир Сен прибыл в село Чхонсанри уезда Кансо провинции Южная Пхёнан. 8 февраля он выступил с речью перед партийными работниками села, в которой определил суть нового подхода к ведению хозяйства, получившего название «метод Чхонсанри»: руководители спускаются в низы, разъясняют политику партии и пробуждают в трудящихся энтузиазм и творческий подход к решению производственных задач. Заявленными целями внедрения нового метода управления были, кроме того, борьба с бюрократизмом, своеволием руководителей и предотвращение отрыва партработников от масс.
Метод Чхонсанри считается идейным преемником движения Чхоллима — массового движения за повышения производительности труда, которое ориентировалось на идеологическую работу с массами для мобилизации их энтузиазма. Отличие метода Чхонсанри состояло в том, что теперь трудящиеся мобилизовывались не посредством самоорганизации, а при непосредственном участии своего руководителя. Тем самым метод дал толчок к распространению такого института, как «непосредственное руководство», то есть выдаче начальником конкретных указаний подчинённым с учётом текущей обстановки.
Впоследствии метод вышел за пределы сельского хозяйства, охватив и промышленность, а затем и всю партийную работу в целом. В 1961 году Ким Ир Сеном на базе опыта применения метода Чхонсанри была разработана Тэанская система управления, предполагающая единое и комплексное коллегиальное руководство предприятиями членами их партийных комитетов. В отличие от метода Чхонсанри, согласно которому руководством занимался временно находящийся на рабочем месте партийный или хозяйственный работник, в рамках данной системы этим занимается постоянно находящийся на производстве партийный комитет.
В 1972 году применение метода Чхонсанри, наряду с Тэанской системой, получило своё юридическое закрепление в Конституции КНДР. Однако в апреле 2019 года упоминание метода Чхонсанри было убрано в рамках блока поправок в пользу «революционных методов работы».
Несмотря на это, как заявляют некоторые исследователи, данный метод применяется и по сей день.